# نور پوغوسیان
نور غازاری پوغوسیان (ارمنی: Նվեր Ղազարի Պողոսյան؛ انگلیسی: Nver Poghosyan زادهٔ ۱ ژانویهٔ ۱۹۵۷) فرد نظامی، سیاستمدار اهل ارمنستان است که از تاریخ ۲۰۰۷ تا تاریخ ۲۰۱۲ سمت استاندار استان گغارکونیک را برعهده داشت.

## زندگی‌نامه
وی در ۱ ژانویهٔ ۱۹۵۷ در ورین پتقنی به دنیا آمد و از دانشگاه دولتی وانادزور (۱۹۸۸) فارغ‌التحصیل گشت. همچنین برندهٔ جوایزی همچون مدال گارگین نژده شده است.

## یادداشت
1. ↑  Արսեն Գրիգորյան